# Do You Remember Rock ’n’ Roll Radio?
Do You Remember Rock ’n’ Roll Radio? – czternasty singel zespołu Ramones promujący album End of the Century. Wydany w 1980 przez wytwórnię Sire Records.

## Lista utworów
1. „Do You Remember Rock ’n’ Roll Radio?” (Ramones) – 3:50
2. „Let's Go” (Ramones) – 2:31

## Skład
- Joey Ramone – wokal
- Johnny Ramone – gitara, wokal
- Dee Dee Ramone – gitara basowa, wokal
- Marky Ramone – perkusja

Gościnnie:
- Steve Douglas – saksofon
- Barry Goldberg – pianino, organy